# Corrida do ouro na Califórnia

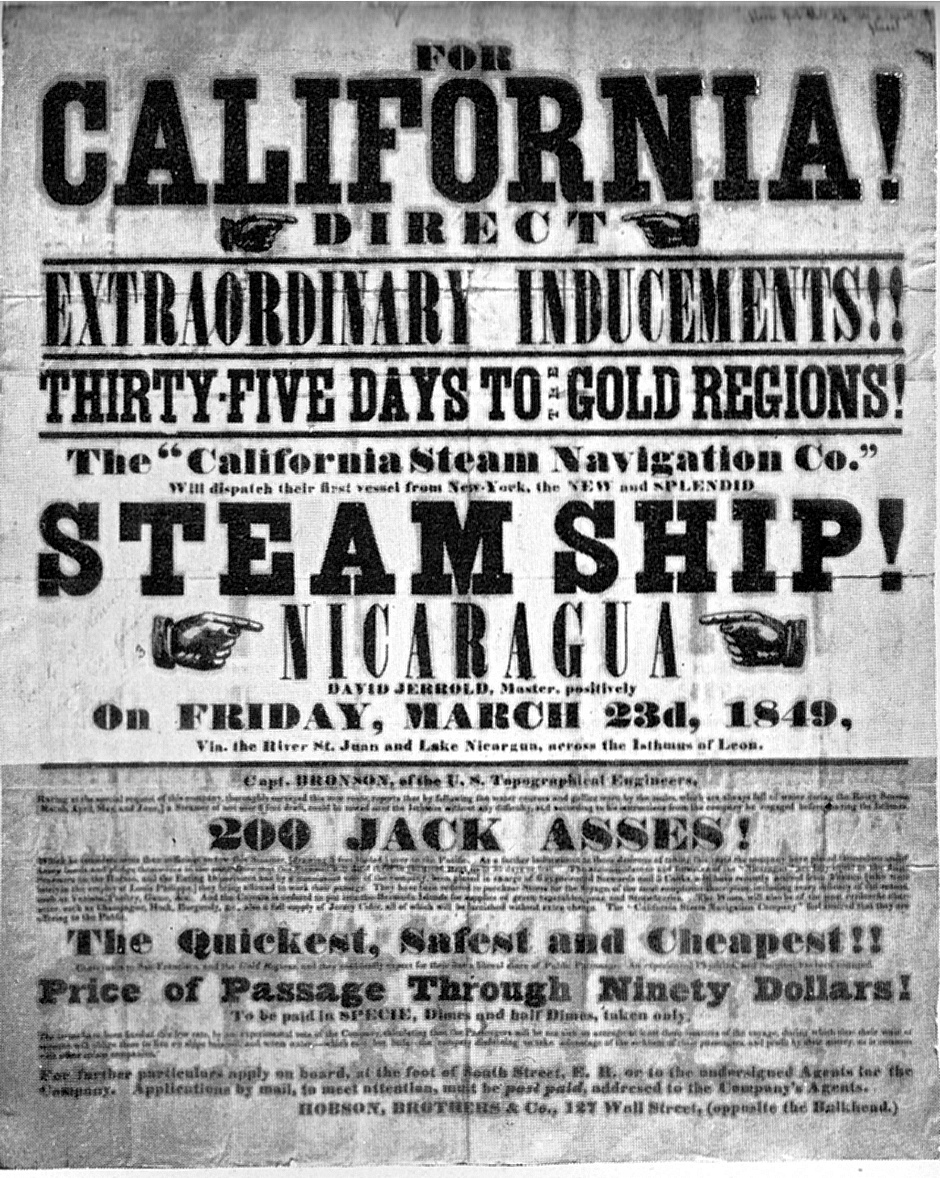
Prospeto da época da Corrida do Ouro.

A Corrida do ouro na Califórnia (1848–1855) começou em 24 de janeiro de 1848, quando foi encontrado ouro em Sutter's Mill. Quando as notícias da descoberta se espalharam, cerca de 300 000 pessoas, oriundas do restante dos Estados Unidos e do exterior, acorreram à Califórnia.
Estes garimpeiros temporãos, denominados forty-niners (ou seja, de 1849), viajaram para a Califórnia por mar e em carroções através do continente, frequentemente enfrentando grandes provações ao longo da jornada. Enquanto a maioria dos recém-chegados era estadunidense, a Corrida do Ouro também atraiu dezenas de milhares de pessoas da América Latina, Europa, Austrália e Ásia. No início, os garimpeiros obtiveram o ouro de cursos de água e leitos de rios usando técnicas simples, tais como o garimpo de bateia, e posteriormente desenvolveram métodos mais sofisticados de extração do ouro que foram adotados mundialmente. Ouro no valor de milhares de milhões de dólares atuais foi extraído, trazendo grande riqueza para uns poucos; a maioria, contudo, voltava para casa com pouco mais do que tinham no início da aventura.
Os efeitos da Corrida do Ouro foram substanciais. San Francisco, Califórnia transformou-se de diminuto vilarejo de tendas numa cidade próspera, e estradas, igrejas, escolas e outras cidades foram construídas ao seu redor. Um sistema de leis e um governo foram criados, levando à admissão da Califórnia como estado em 1850. Novos métodos de transporte foram desenvolvidos, tais como os navios a vapor, que entraram em serviço regular, e as ferrovias foram construídas. A agricultura, próximo campo de crescimento da Califórnia, foi iniciada em larga escala por todo o estado. Todavia, a Corrida do Ouro também teve efeitos negativos: os nativos americanos foram atacados e expulsos de seus territórios tradicionais, e as minas de ouro causaram danos ao meio-ambiente.

## A primeira descoberta

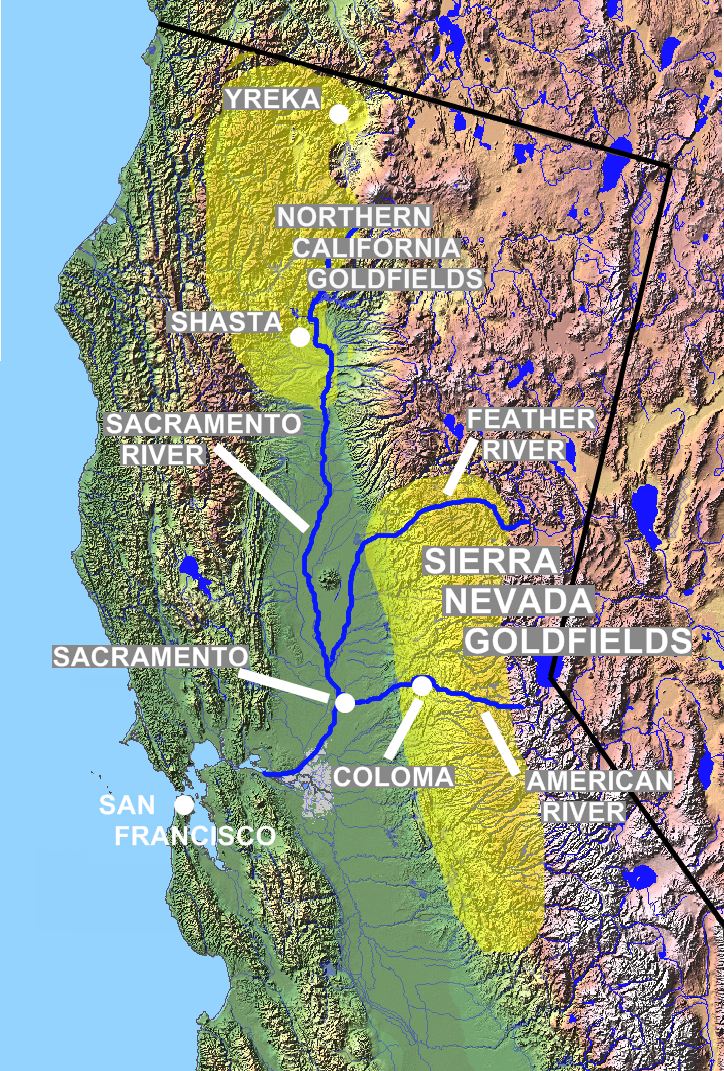
Mina de ouro da Califórnia na Sierra Nevada, norte da Califórnia.

A corrida do ouro começou em Sutter's Mill, próximo de Coloma. Em 24 de janeiro de 1848, James W. Marshall, um homem que trabalhava em Sacramento, e o pioneiro John Sutter, encontraram pedaços de um mineral brilhante em uma calha que vinha de um moinho (pertencente a Marshall), que era de propriedade de Sutter, junto ao American River. Marshall trouxe as peças metálicas para a análise de Sutter, e os dois pesquisaram silenciosamente qual era o material das peças. O teste mostrou que Marshall havia encontrado ouro. Sutter ficou desanimado com a descoberta, e decidiu não relatar a descoberta, temendo que isso poderia arruinar seus projetos da construção de um império agrícola, sabendo que muitas pessoas se dedicariam à mineração com essa descoberta naquela região. Mas os rumores da descoberta acabaram por se espalhar, e em março de 1848 foi anunciada publicamente a descoberta nos jornais de São Francisco, publicados e comercializados por Samuel Brannan. O mais famoso relato sobre a corrida do ouro na Califórnia foi feito por Brannan; após tanto escavar nas minas para encontrar e comercializar o ouro, ele saiu pelas ruas de São Francisco insanamente, segurando uma porção do mineral, gritando: "Gold! Gold! Gold from the American River!" (Ouro! Ouro! Ouro encontrado no rio American!).

## OsForty-Niners

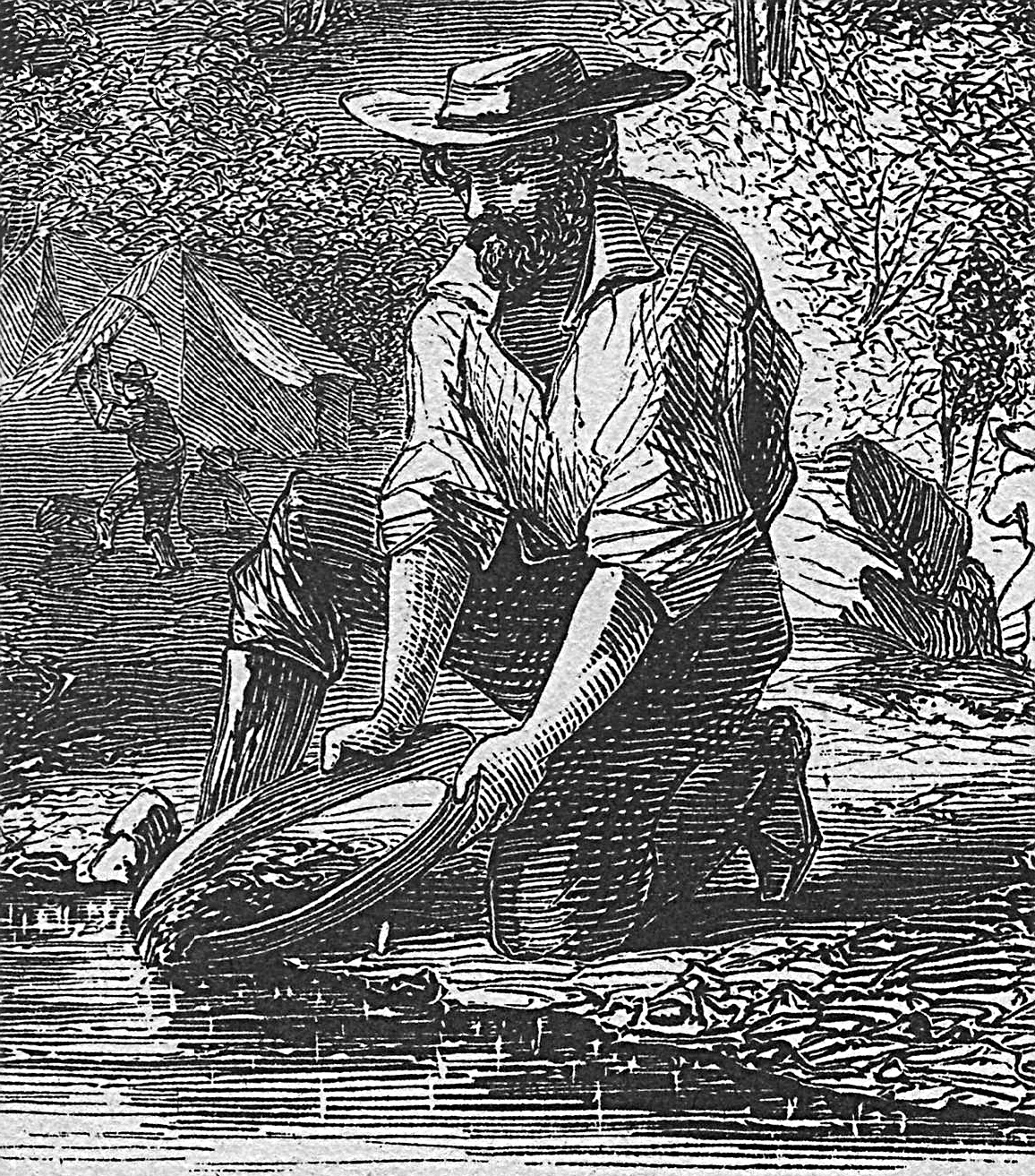
Garimpeiro bateando no rio Mokelumne.

Os primeiros que chegaram para a procura de ouro, já desde a primavera de 1848, foram os próprios residentes da Califórnia: europeus, cidadãos dos E.U.A., "californianos " e ameríndios. No princípio, as notícias sobre a febre do ouro difundiram-se lentamente. Os primeiros pesquisadores de ouro que chegaram em 1848 viviam perto da Califórnia ou tinham tido conhecimento das notícias graças aos navios que cursavam as rotas mais rápidas que saíam da Califórnia. Vários milhares de cidadãos do Oregon formavam o primeiro grupo de estado-unidenses que chegou à Califórnia, através da rota de Siskiyou. Depois, chegou gente do Havaí, milhares de latino-americanos, entre os quais imigrantes do México, Peru e Chile, tanto por terra como por mar. Em finais de 1848, mais de 6 000 argonautas estavam já na Califórnia. Apenas uns poucos tinham chegado por terra. Alguns destes "forty-eighters"  puderam recolher grandes quantidades de ouro de forma muito rápida, às vezes milhares de dólares no mesmo dia.
Até os garimpeiros ordinários conseguiam obter em ouro de dez a quinze vezes o salário diário que obteria um trabalhador na Costa Este. Uma pessoa podia trabalhar durante seis meses nos campos de ouro, e obter o equivalente de seis anos de salário.
No início de 1849, a notícia da febre do ouro já era conhecida em todo o mundo, e uma quantidade enorme de pesquisadores de ouro e negociantes começou a chegar desde praticamente todos os continentes. O maior grupo, em 1849, era de dezenas de milhares de estado-unidenses, que chegaram por terra e em alguns navios. Os australianos  e neozelandeses ficaram a saber graças aos barcos que levavam jornais havaianos, e embarcaram aos milhares para a Califórnia. Houve forty-niners que vieram da América Latina, especialmente das regiões mineiras de Sonora  e Sinaloa, no México. Os que eram procedentes da Ásia, especialmente da China, começaram a chegar em 1849, a princípio em pequeno número. Em chinês, a Califórnia era chamada "Montanha de ouro". Os primeiros imigrantes provenientes da Europa, começaram a chegar até final de 1849, principalmente vindos da França, acompanhados de alguns alemães, italianos e britânicos.
Estima-se que em 1849 chegaram à Califórnia cerca de 90 000 pessoas, aproximadamente metade delas por mar, e a outra metade por terra. Este número inclui aproximadamente entre trinta e quarenta mil estrangeiros. Em 1855, os pesquisadores de ouro, comerciantes e outros imigrantes somavam aproximadamente 300 000 pessoas. O maior grupo de imigrantes era dos E.U.A., mas havia milhares de chineses, franceses, mexicanos e outros latino-americanos, seguidos de pequenos grupos de filipinos e espanhóis. Também havia uns quantos mineiros de origem africana, talvez menos de quatro mil, que chegaram do Caribe, Brasil e do sul dos Estados Unidos.

## Direitos legais

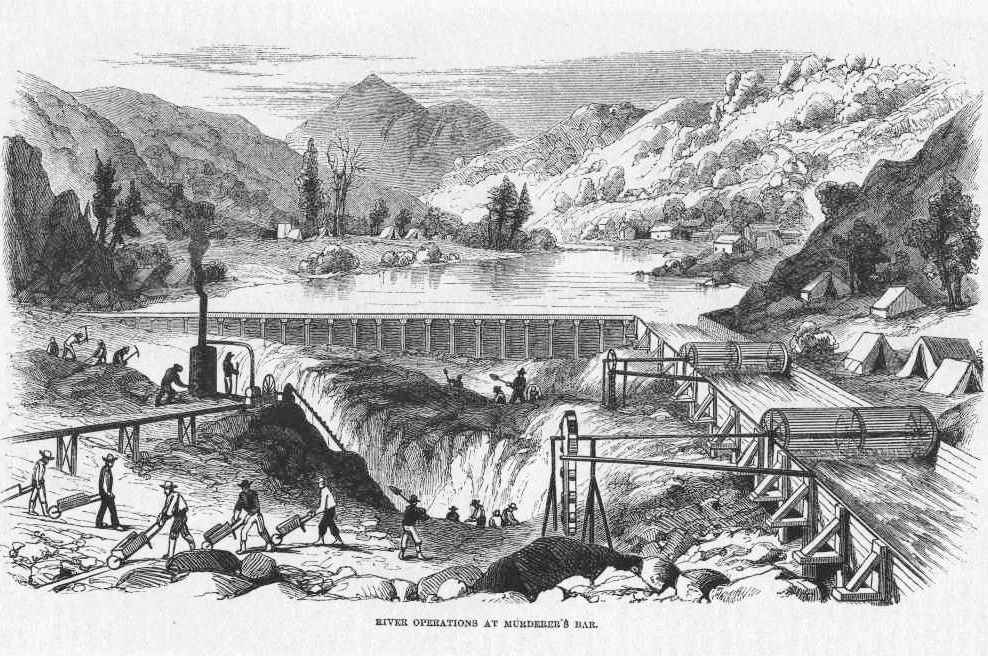
Os mineiros escavam o leito de um rio, após ter desviado a corrente para um canal preparado para tal.

Quando começou a febre do ouro, a Califórnia era, na prática, um lugar sem lei. O dia da descoberta em Sutter's Mill, a Califórnia era ainda tecnicamente parte do México, embora sob ocupação militar dos E.U.A., como resultado da guerra México-Estados Unidos de 1846. O Tratado de Guadalupe Hidalgo, que fez terminar a guerra a 2 de fevereiro de 1848, tinha transferido o domínio da Califórnia para os Estados Unidos. A Califórnia não era um território formalmente organizado, e a sua incorporação na União Americana não foi imediata.[carece de fontes?]
Temporalmente, a Califórnia foi um território sob controlo militar, sem que houvesse poderes legislativo, executivo ou judicial para a região. Os residentes atuavam sujeitos a uma confusa mistura de regras mexicanas e dos E.U.A., e com o juízo pessoal.[carece de fontes?]
O Tratado obrigava os Estados Unidos a respeitar as concessões territoriais que tinham sido feitas pelo governo mexicano, mas as zonas mineiras estavam longe dessas ditas concessões, pelo que a febre do ouro não se viu afetada pelos termos do tratado. Os campos de exploração eram tecnicamente propriedade do governo dos Estados Unidos, mas na prática eram terrenos sem legislação definida, e sem mecanismos para fazer valer qualquer lei sobre eles.
Para os forty-niners, isto foi uma vantagem, porque o ouro estava "livre para ser tomado". Não havia propriedade privada, nem impostos a pagar pelo mesmo. Os forty-niners elaboraram os seus próprios códigos, e as próprias formas de os pôr em vigor. Era subentendido que qualquer garimpeiro podia "reclamar" terras, mas essa reclamação apenas teria efeito enquanto essas terras fossem efetivamente exploradas. Os mineiros costumavam reclamar as terras, e começavam a explorá-las apenas o suficiente para determinar o seu potencial. Se a terra se considerava de baixo valor, como ocorreu na maioria dos casos, os mineiros abandonavam-na e prosseguiam a busca da sua fortuna em outro local. Outros mineiros podiam então chegar a reclamar para si a terra que já tinha sido trabalhada e abandonada. Esta prática designava-se como "claim-jumping". As disputas eram manejadas pessoalmente e às vezes de forma violenta; em muitas delas os próprios garimpeiros se associavam para atuar como árbitros.

## Desenvolvimento de técnicas para a extração do ouro

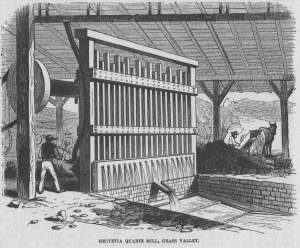
No moinho de quartzo em Grass Valley, triturava-se a pedra de quartzo antes da lavagem do ouro.

A alta concentração de ouro na areia da Califórnia, permitiu que inicialmente se necessitasse apenas utilizar uma bateia, para obter um concentrado de ouro nos rios e correntes de água. Não é possível fazer esta operação em grande escala, pelo que os mineiros começaram a desenhar máquinas que os auxiliariam[carece de fontes?] a processar grandes volumes de gravilha.[carece de fontes?]
Nas operações mais complexas, os mineiros desviavam rios inteiros para canais construídos ao longo do rio, para depois escavar no leito do rio, agora exposto. Os cálculos da United States Geological Survey, dizem que foram removidas 12 milhões de onças de ouro, equivalentes a 370 toneladas, durante os primeiros cinco anos da febre do ouro.  Esta quantidade de metal equivalia a 7,2 milhares de milhões de dólares, a preços de final de 2006.[carece de fontes?]
Na etapa seguinte, até 1853, tiveram lugar as primeiras operações de mineração hidráulica. Esta técnica foi utilizada em leitos de gravilha que havia nas colinas dos campos de ouro, dirigindo uma corrente de água de alta pressão até às jazidas de ouro, soltando a gravilha que é recuperada em canais, onde o ouro se sedimenta. Estima-se que em meados da década de 1880, esta técnica serviu para recuperar onze milhões de onças de ouro, equivalentes a 6,6 milhares de milhões de dólares, a preços de finais de 2006.[carece de fontes?] Um subproduto indesejado desta técnica eram as grandes quantidades de gravilha solta, metais e outros contaminantes, que foram depositadas nos rios. Algumas áreas ainda apresentam cicatrizes deixadas pela mineração hidráulica, já que a vida vegetal não se desenvolve nos depósitos de gravilha e de terra exposta.
Depois de cessar a avalanche de imigrantes da febre do ouro, as operações para a recuperação do metal continuaram. Na etapa final para recuperar o ouro solto, era procurado nos leitos dos rios e nos estuários do Vale Central e outras áreas, como Scott Valley, em Siskiyou. Em finais do século XIX, a tecnologia de dragagem era bastante económica, e começou a usar-se para a exploração mineira na Califórnia, resultando na extração de mais de 20 milhões de onças, equivalentes a 12 milhares de milhões de dólares.[carece de fontes?]
Durante a febre do ouro e nas décadas seguintes, os pesquisadores de ouro também se dedicaram à mineração tradicional, extraindo o ouro diretamente da rocha que o continha, tipicamente quartzo. Operavam normalmente escavando e dinamitando a rocha, para seguir os veios de quartzo e recuperá-los. Já que estas rochas eram transportadas até à superfície, eram trituradas, e o ouro separava-se usando água corrente, ou com a ajuda de arsénico ou mercúrio. No final, a mineração tradicional acabou por ser a única atividade de extração de ouro na região.[carece de fontes?]

## Lucros
Uma crença popular é que os comerciantes ficaram com mais lucros da febre do ouro que os próprios pesquisadores de ouro. A realidade é, no entanto, mais complexa. Efetivamente, os lucros de alguns comerciantes foram notáveis. O homem mais rico da Califórnia durante os primeiros anos da febre do ouro foi Samuel Brannan, que anunciou a descoberta de Sutter's Mill. Brannan abriu as primeiras lojas em Sacramento, Coloma e outros lugares próximos dos campos de ouro. No começo da febre do ouro, Brannan comprou todos os artefactos de mineração (pás, bateias, etc.) disponíveis em San Francisco, e revendeu-os com consideráveis lucros. Mas os pesquisadores de ouro também obtiveram importantes benefícios. Por exemplo, um pequeno grupo que trabalhava em Feather River em 1848, em uns quantos meses conseguiu mais de milhão e meio de dólares em ouro.
Em média, os pesquisadores de ouro tiveram lucros modestos, uma vez deduzidos os gastos. Os que chegaram mais tarde ganharam muito pouco, ou mesmo perderam dinheiro. De modo similar, muitos comerciantes desafortunados estabeleceram-se em povoações que desapareceram, ou foram vítimas de algum dos muitos incêndios que arrasavam as localidades.[carece de fontes?]
Outros homens de negócios conseguiram grandes lucros em revendas, embarques, entretenimento, hospedagem  e transporte.[carece de fontes?]
Em 1855, as circunstâncias económicas tinham mudado radicalmente. O ouro já não era tão fácil de obter, e a única forma rentável de o conseguir era com grandes equipas de trabalhadores, que já seriam empregados ou sócios. Em meados dessa década, os donos das companhias mineiras eram os que enriqueciam. Além disso, a população da Califórnia tinha crescido tanto, e tão depressa, que a base económica se tinha diversificado muito, e era já possível obter ganhos nos negócios convencionais.

### O destino do ouro
Uma vez que o ouro era recuperado, o metal podia tomar vários caminhos. O mais imediato era ser utilizado como moeda de troca para comprar provisões e pagar pela hospedagem dos mineiros. Com frequência, o ouro usado nestas transações acabava de ser encontrado, e tinha sido cuidadosamente pesado e avaliado.
Por seu lado, os comerciantes e vendedores utilizavam o ouro para comprar provisões aos capitães dos barcos que levavam mercadorias à Califórnia. O ouro deixava a Califórnia a bordo de barcos ou em mulas. Um segundo destino era que os próprios Argonautas o levaram consigo ao partir, quando decidiam que tinham obtido o suficiente para voltar para casa. Estima-se que 80 milhões de dólares em ouro foram levados para França deste modo. Com o avanço e a consolidação da febre do ouro, os bancos locais começaram a emitir notas de crédito ou notas, em troca de ouro, e algumas casas de moeda privadas criaram moedas de ouro. Com a construção da Casa da Moeda de São Francisco em 1854, o ouro transformou-se em moedas oficiais dos Estados Unidos, para circulação. O ouro também foi enviado para bancos nacionais na Califórnia, em troca de papel-moeda corrente 

## Efeitos da corrida do ouro

### Efeitos imediatos

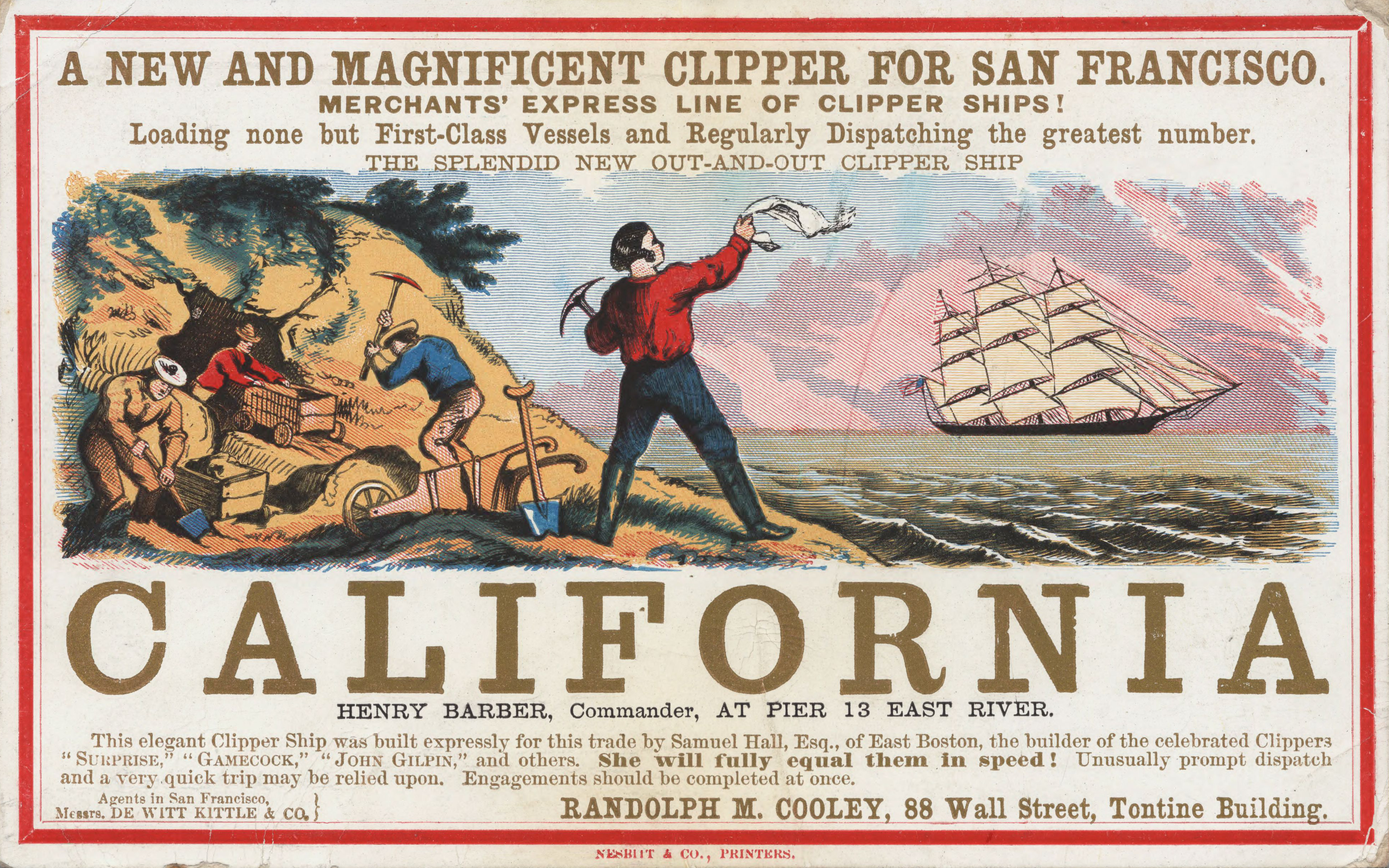
Um cartaz anuncia viagens para a Califórnia.

Antes da corrida do ouro, a Califórnia tinha cerca de 15 000 habitantes, sem contar os ameríndios nativos, e a chegada de centenas de milhares de imigrantes em tão pouco tempo, teve consequências dramáticas.
Os custos humanos e ambientais do fenómeno foram consideráveis. Os índios nativos da região foram vítimas de doença, fome e ataques genocidas; a população nativa, estimada em 150 000 habitantes em 1845, diminuiu abruptamente para menos de 30 000 em 1870. Saíram leis explicitamente xenófobas, procurando afastar os imigrantes da China e da América Latina. A quota mortal entre os imigrantes dos E.U.A. também foi severa, já que um em cada doze forty-niners pereceu; os índices de criminalidade durante a febre do ouro foram extremamente altos. O meio ambiente sofreu uma deterioração considerável, graças à gravilha, terra solta e químicos tóxicos empregados na mineração, que mataram animais e deterioraram habitats.
A febre do ouro catapultou a Califórnia para o centro da imaginação global, convertendo-a no destino de centenas de milhares de pessoas, as quais frequentemente mostraram uma iniciativa, uma autonomia e uma civilidade notáveis. Neste período, fundaram-se aldeias e cidades; também se convocou uma assembleia constituinte, que redigiu a Constituição do estado. Celebraram-se eleições, e os representantes foram a Washington para negociar a admissão da Califórnia como estado da União.
A agricultura em grande escala (também chamada "a segunda febre do ouro da Califórnia" ) começou também durante esta época. Graças a este vertiginoso desenvolvimento, rapidamente floresceram igrejas, escolas, caminhos  e organizações civis. A população também demandava uma eficiente rede de comunicações e conexões políticas com o resto do país. Em 9 de setembro de 1850, a Califórnia conseguiu o reconhecimento como estado, convertendo-se no estado número 31 da União.[carece de fontes?]
Fora do estado, as comunicações também melhoraram como consequência do fenómeno. O primeiro caminho-de-ferro transcontinental do mundo foi inaugurado no Istmo do Panamá em 1855. Entre o Panamá e San Francisco começaram a navegar novas linhas de barcos de vapor, incluindo os barcos da Pacific Mail Steamship Company, onde os passageiros e carga faziam ligação com o caminho-de-ferro transcontinental. Desde Panamá zarpavam regularmente os barcos para a Costa Este dos Estados Unidos. Em uma destas viagens, o navio S.S. Central America afundou frente à costa das Carolinas em 1857, vítima de um furacão. Estima-se que três toneladas de ouro se afundaram com o navio.
O primeiro caminho-de-ferro transcontinental nos Estados Unidos foi inaugurado em 1869, mas seis anos antes abria o ramal ocidental em Sacramento. a construção desta linha foi financiada em parte com o ouro da Califórnia. A linha unia o estado com o resto do país de um modo mais efetivo, reduzindo a viagem que tradicionalmente levava várias semanas ou até meses, a uns quantos dias.[carece de fontes?]
A febre do ouro também estimulou várias economias em todo o mundo. Os fazendeiros do Chile, Austrália e Havaí encontraram um grande mercado onde colocar os seus produtos, os bens manufaturados britânicos tinham grande procura, e da China chegava roupa e até casas pré-fabricadas. Os preços aumentavam rapidamente, e o ouro da Califórnia estimulou o investimento e a criação de emprego em outros países. O pesquisador de ouro australiano Edward Hargraves percebeu certa semelhança entre os terrenos californiano e australiano, e deduziu que era possível que na Austrália existisse ouro, em quantidades e depósitos similares. Quando Hargraves voltou à Austrália, efetivamente descobriu ouro, e despoletou a febre do ouro da Austrália.

### Efeitos a longo prazo

Selo da Califórnia.

O nome Califórnia ficou relacionado permanentemente à Corrida do Ouro, e, como resultado, também se relacionou ao que foi conhecido como o "sonho californiano". A Califórnia era vista como lugar de novos começos e grandes oportunidades, de onde o duro trabalho e um pouco de sorte podiam ser recompensados com enormes riquezas. O historiador H. W. Brands fez notar que, nos anos posteriores à febre do ouro, o Sonho californiano difundiu-se pelo resto do país, e fez parte integral do novo Sonho americano.[carece de fontes?]
O velho sonho americano … era o sonho dos puritanos, do almanaque de Benjamin Franklin … de homens e mulheres satisfeitos com acumular una modesta riqueza pouco a pouco, ano após ano após ano. O novo sonho era um sonho de riqueza instantânea, ganha em um abrir e fechar de olhos, graças à audácia e à boa sorte. [Este] sonho dourado … converteu-se em uma parte proeminente da psique americana apenas depois [de Sutter's Mill].
O sonho californiano atraiu gerações completas de famílias. Depois da febre do ouro, as atividades das mesmas diversificaram-se e converteram a Califórnia em um centro de liderança constante em diversos ramos industriais. No princípio, os agricultores eram maioria, e logo o foram os perfuradores de petróleo, os cineastas, construtores de aviões, e empresas ponto com, que se sucederam no próspero âmbito industrial da Califórnia nas décadas seguintes à corrida do ouro.[carece de fontes?]
Entre os legados da febre do ouro encontra-se o lema do estado: Eureka, que em grego significa "encontrei", além de que o escudo do estado consiste em uma imagem alegórica da febre do ouro. O estado é conhecido como The Golden State, ou seja, "o estado dourado".[carece de fontes?]
A equipa de futebol americano da NFL de São Francisco, os San Francisco 49ers, e as equipas homónimas de atletismo da Universidade Estatal da Califórnia em Long Beach, tomaram o nome dos pesquisadores de ouro do século XIX. A febre do ouro foi refletida na literatura, nas obras de Mark Twain, Bret Harte, Joaquin Miller e outros.[carece de fontes?]
A Estrada Estatal 49 da Califórnia percorre as encostas da Sierra Nevada, ligando vários locais nascidos durante a corrida do ouro.[carece de fontes?] Esta auto-estrada passa perto do Parque Histórico Estatal de Columbia, que conservou vários edifícios da época com fins turísticos.[carece de fontes?]

## Geologia
Crê-se que a alta concentração de ouro na Califórnia seja o resultado de forças que atuaram durante centenas de milhões de anos. Há aproximadamente 400 milhões de anos, a Califórnia jazia no fundo do mar. Vulcões submarinos depositaram lava e minerais, incluindo ouro, no leito marino. Há 200 milhões de anos, as placas tectónicas empurraram o leito marinho para baixo da massa continental americana. Enquanto descia, o leito marinho ia afundando, e o magma resultante subiu até à superfície, arrefecendo na subida. Quando este magma se solidificava, formaram-se alguns veios de ouro rodeados de quartzo. Os minerais e rochas solidificadas resultantes emergiram na Sierra Nevada e se erodiram, expondo parte do ouro à superfície. As correntes de água se encarregaram então de levar o ouro encosta abaixo, e depositá-lo em leitos de gravilha nos ribeiros. Os forty-niners se concentraram inicialmente nestes depósitos.

### Em inglês
- (em inglês)-PBS: Escravidão na Califórnia da Corrida do Ouro
- (em inglês)-Gold Rush! Oakland Museum da Califórnia
- (em inglês)-Cronologia da Corrida do Ouro da Califórnia
- (em inglês)-Museu da Trilha Siskiyou
- (em inglês)-Descrição feita por John Sutter da descoberta do ouro
- (em inglês)-Comentários sobre o documentário da PBS "The Gold Rush"
- (em inglês)-Marshall Gold Discovery State Historic Park
- (em inglês)-Olde Coloma Theatre Gold Rush Play
- (em inglês)-Columbia State Historic Park
- (em inglês)-Impacto da corrida do ouro na Califórnia
- (em inglês)-Cronologia da corrida do ouro na Califórnia
- (em inglês)-A Corrida do Ouro: informações divertidas
- (em inglês)-Geologia da Corrida do Ouro
- (em inglês)-Circular do USGS sobre a geologia do ouro
- (em inglês)-Weaverville State Historic Park
- (em inglês)-Shasta State Historic Park
- (em inglês)-Nomes chineses para a Califórnia e mineradores chineses no estado
- (em inglês)-Arqueologia do porto de San Francisco durante a Corrida do Ouro
- (em inglês)-Naufrágios  durante a época da Corrida do Ouro
- (em inglês)-Informações sobre o S.S. Central America
- (em inglês)-A última viagem do S.S. Central America
- (em inglês)-Histórias de pessoas que viveram durante a Corrida do Ouro da Califórnia
- (em inglês)-Uma história concisa do ouro
- (em inglês)-Mapas históricos da Corrida do Ouro da Califórnia

### Em português
- (em português)-Os Portugueses na Califórnia em Museu Histórico Português. Acesso em 16 de julho de 2007.
- (em português)-O Navio de Ouro em Wreck Expedition Team. Acesso em 16 de julho de 2007.
- (em português)-San Francisco. Em Terra e Asfalto. Acesso em 16 de julho de 2007.
- (em português)-Levi Strauss: uma idéia de ouro. Em Revista Morashá. Acesso em 16 de julho de 2007.
- (em português)-Estados Unidos: imigração e desigualdades sociais. Em Revista Pangea Mundo. Acesso em 16 de julho de 2007.